# Elisabeth Müller (Schauspielerin, 1977)
Elisabeth Müller (* 1977 in Politotdjel, Kasachstan) ist eine deutsche Schauspielerin und Hörspielsprecherin.

## Leben
In der Zeit von 1999 bis 2003 absolvierte sie ihre Ausbildung an der Hochschule für Musik und Theater Hamburg. Schon während dieser Zeit arbeitete sie am Thalia Theater Hamburg. Dort wirkte Elisabeth Müller unter anderem in der Inszenierung Kinder des Olymp in der Regie von Andreas Kriegenburg mit. Am Deutschen Schauspielhaus in Hamburg arbeitete sie mit Florian Fiedler zusammen. In dieser Zeit entstanden auch Arbeiten unter der Regie von Jorinde Dröse (Elektra, Ein Sommernachtstraum und Kasimir und Karoline).
Nach dem Abschluss folgte eine Arbeit am St.-Pauli-Theater und an Komödie Winterhuder Fährhaus. Seit 2005 ist sie am Münchner Volkstheater. Dort gehört Müller laut Die Welt „dank ihrer eindringlichen und eigenständigen Rolleninterpretationen zu den Lieblingen des Publikums und der Kritik“. Dort spielt sie unter anderem die Hermia in Ein Sommernachtstraum, die Hero in Viel Lärm um nichts oder eine der Hexen in Macbeth. Über letztere Rolle schrieb Die Deutsche Bühne in einer Kritik: „Allein Elisabeth Müller, ohnehin die stärkste Schauspielerin im Ensemble, gelingt es, ihrer Hexe einen Hauch von Gefährlichkeit zu verleihen.“

## Theaterrollen/Fernsehrollen
- Fegefeuer in Ingolstadt von Marieluise Fleißer, Jorinde Dröse.
- Léone in Der Kampf des Negers und der Hunde von Bernard-Marie Koltès am Münchner Volkstheater, Regie: Sebastian Hirn.
- Baal am Münchner Volkstheater, Regie Hans Neuenfels.
- 2021: Gute Zeiten, schlechte Zeiten (Fernsehserie)
- 2023: Das bleibt unter uns (Fernsehfilm)

## Hörspiele
- Elisabeth Herrmann: Versunkene Gräber. Regie: Sven Stricker. Radio-Tatort, NDR 2011.